# Malimbe huppé
Malimbus malimbicus
Espèce
Statut de conservation UICN

 LC  : Préoccupation mineure
Le Malimbe huppé (Malimbus malimbicus) est une espèce de passereaux de la famille des Ploceidae.